# Терентьев, Андрей Игоревич
Андрей Игоревич Терентьев (14 июля 1982) — российский актёр театра и кино.

## Биография
Андрей Терентьев родился 14 июля 1982 года. Его мама была военнослужащей, а папа работал в МВД. Отец погиб при выполнении служебного задания, когда Андрей был ещё маленьким. Впоследствии семья Терентьевых (Андрей, его мама и старший брат) переехала в Смоленск.
В Смоленске Андрей учился в средней школе № 17. Однажды учительница литературы и русского языка предложила ребятам поставить небольшую сценку по произведению Гоголя. За один вечер Андрей вместе с другом сделали костюмы для выступлений, выучили текст — словом, подготовились основательно. Их сценка понравилась всем, и учительница посоветовала мальчикам сходить в местную театр-студию «Диалог».
Вспоминает художественный руководитель театра-студии «Диалог» Виктор Зимин: «Андрей пришёл к нам на занятия — и я сразу заметил в его глазах какой-то огонёк. Начинал он с маленьких ролей в детских спектаклях. Потом сыграл пажа в „Ромео и Джульетте“. Первая большая роль — Петька в спектакле по пьесе Ксении Драгунской „Огурцы и другие пирожные“. Позже очень успешно вошёл в роль Живагина в „Женитьбе“ Гоголя. Его герой — человек пожилой, но Андрей так вжился в образ! Сложно было догадаться, что перед зрителем совсем юный актёр». Среди других ярких работ юного актёра: главная роль в спектакле «Буратино», Шут в «Золушке», пират в «Питере Пэне».
Андрей Терентьев с гордостью вспоминает о театре-студии «Диалог», отмечая, что он является неким сертификатом качества актёрского мастерства: «…каждый раз, приезжая в Смоленск из Санкт-Петербурга, убеждаюсь и с радостью отмечаю, что актёры нашего родного театра достойны сцен культурной столицы».

## Театр
Студия «Диалог» помогла Андрею определиться с выбором будущей профессии. После окончания школы юноша решил поступать в театральный ВУЗ, но с первого раза это ему не удалось. Чтобы не терять времени, Андрей Терентьев сдал вступительные экзамены в институт искусств, а затем, уже с третьей попытки, всё-таки поступил в Санкт-Петербургскую академию театрального искусства на курс В. Фильштинского.
После окончания СПбГАТИ Андрей Терентьев сосредоточился на работе в антрепризных театрах: «Приют комедианта» и «Особняк». Театралы могли видеть его в спектаклях: «Как ты belle» (2007, режиссёр Пётр Шерешевский), «Мой друг Гитлер» Юкио Мисима (2008, режиссёр Семён Александровский), «Одиночество в сети» Я. Вишневского (2009, режиссёр Х. Барановский), «Глиняная яма» Ольги Погодиной (2009, режиссёр Андрей Терентьев) и других.

## Мы из будущего
Как и любой другой актёр, Андрей Терентьев мечтал о карьере и хороших ролях. Удача улыбнулась молодому актёру, когда его, после ряда эпизодов, утвердили на одну из главных ролей в картину «Мы из будущего». Изначально по сценарию персонажи были несколько иными, нежели в окончательном варианте фильма. Так, герой Терентьева Андрей Смирнов был запойным алкоголиком, потому и имел прозвище «Спирт». Однако затем создатели картины посчитали, что герои должны вызывать у зрителей больше сочувствия, быть более человечными. В результате «Спирт» превратился в рэпера с дредами.
Смирнова-«Спирта» вряд ли можно назвать примером для подражания: он эгоистичен, трусоват, впрочем, как многие из современных пацанов. Тем не менее он — творческий человек, музыкант, не лишённый положительных качеств. Пройдя вместе с друзьями невероятные испытания, он меняется в лучшую сторону… впрочем, как и все главные герои в фильме.
Андрей Терентьев рассказывает, что ему хорошо работалось на съёмочной площадке фильма «Мы из будущего», интересно и творчески. Были и сложные моменты: довелось помокнуть под ледяной водой, которой их поливали (а на дворе стояло начало сентября) и даже реально тонуть. «Нас бросили с Чухой на середину озера и долго готовили камеру. Одежда вся промокла. В каску Димы, который был у меня на руках, набралась вода. Я держал его во всём этом тяжёлом от воды снаряжении, а дна не было. Нужно было плыть, а мы стали тонуть, причём реально! И реально спасались! Это самое страшное в истории фильма», — вспоминает актёр.

## Кино
Нельзя сказать, что жизнь Андрея Терентьева разделилась на период «до» фильма «Мы из будущего» и «после него», но то, что фильм принёс ему известность — это факт. Актёру стали поступать предложения от режиссёров. Он сыграл Перца в популярном остросюжетном сериале «Литейный, 4», Геру в сериале «Морские дьяволы — 4», Алика Тарасова в сериале «Беглец», Романа Козина в сериале «Филин».

## Личная жизнь
Был женат на Светлане Кутузовой. Светлана Кутузова  окончила СПбГАТИ , актриса
У Светланы и Андрея  сын Никита Терентьев, актёр.

## Творчество

### Роли в театре
- 2006 — «Ромео и Джульетта» Уильям Шекспир. Режиссёр: В. М. Фильштинский — Ромео;
- 2007 — «Дама с камелиями» А. Дюма. Режиссёр: В. М. Фильштинский https://web.archive.org/web/20100528083315/http://www.pkteatr.ru/repertuar;
- 2007 — «Как ты belle». Режиссёр: Пётр Шерешевский;
- 2008 — «Мой друг Гитлер» Юкио Мисима. Режиссёр: Семён Александровский;
- 2009 — «Одиночество в сети» Я. Вишневский. Режиссёр: Х. Барановский http://www.baltichouse.spb.ru/index.php?language_id=1&section_id=220;
- 2009 — «Глиняная яма» Ольга Погодина. Режиссёр: Андрей Терентьев.

### Фильмография
- 2006 — Ненормальная;
- 2007 — Мы из будущего (режиссёр Андрей Малюков) — Андрей Смирнов («Спирт») ;
- 2008 — Диверсант 2: Конец войны (режиссёр Игорь Зайцев);
- 2009 — Я (режиссёр Игорь Волошин) — Лёня;
- 2010 — Золотой капкан — Федька;
- 2010 — Беглец — Алик Тарасов;
- 2010 — Морские дьяволы (режиссёр Максим Кубринский);
- 2010 — Вопрос чести (режиссёр Александр Рогожкин);
- 2010 — Литейный — 4;
- 2010 — Прощай, «Макаров»! (режиссёр Максим Бриус) — Петрушинцев;
- 2011 — Провинциал — Игорь;
- 2011 — Ржавчина;
- 2012 — Бездна — Ярослав Демидов;
- 2013 - Дорогая - Рустам Палашкин, капитан[1];
- 2014 — Гена Бетон (режиссёр Роман Качанов) — 1-й гопник;
- 2014 — Игра с огнём;
- 2014 — Ленинград 46 — «Татарин»;
- 2014 — Небесный суд. Продолжение — Сергей Зайченко, футболист;
- 2015 — Контрибуция — Жевченко;
- 2016 — Следователь Тихонов — Комов, приёмщик комиссионного магазина;
- 2018 — Презумпция невиновности — Андрей Николаев, капитан полиции, следователь;
- 2018 — Один — Александр Соломин, капитан полиции;
- 2018 — Реализация — Леонид Вячеславович («Лёня Хантер»), криминальный авторитет;
- 2019 — Подсудимый — Фёдор Степанович Сорокин («Сорока»).
- 2021 — Солнцепёк — Женя, полевой командир ЛНР.
- 2021 ― Филин ― Роман Козин, капитан полиции, оперуполномоченный уголовного розыска